# 歷蘇
歷蘇（Nǃxau，1944年12月6日—2003年7月1日），本名Nǃxau ǂToma，出生於納米比亞的特桑克威，是一個納米比亞的桑人荒野農夫、演員，參演1980年的電影《上帝也瘋狂》而走紅，此後來訪問香港及拍片皆大受歡迎，曾在1983年訪問日本，在1991年6月14日至20日訪問台灣。「Nǃxau」中形如驚嘆號的符号是非洲母語的一個搭嘴音的符號。

## 演藝生涯
歷蘇意外被選入《上帝也瘋狂》後，其自然大方的表現深受喜愛，獲得了三百元美金的片酬；但當時歷蘇不清楚金錢的價值，所以就把片酬全丟棄了。第二部電影《上帝也瘋狂續集》，歷蘇獲得的片酬高達五十萬美金。此時已經有了金錢概念的歷蘇，曾表示要以此購屋供妻小居住。
歷蘇經過《上帝也瘋狂》的爆紅後時隔九年再度演出了《上帝也瘋狂續集》，雖然口碑不如首集，但一年後與港星林正英合演了《非洲和尚》風靡亞洲。此後甚至遠赴亞洲拍攝了《香港也瘋狂》及《非洲超人》等賣座強片，結識了劉青雲、劉嘉玲、葉童等多位知名港星。演員雷宇揚曾稱讚歷蘇為個性隨和且敬業的優秀演員。

## 退休生活
歷蘇經過一段事業高峰期後，因水土不服，返鄉回到農夫本行，種植玉米、香蕉和豆子並且養了幾頭牛。2003年7月1日（另有一說是2003年7月5日），歷蘇出門尋找木材時，在草原中死亡，死於多重抗藥性結核。2003年7月12日，歷蘇被安葬在特桑克威，緊臨二太太的墳墓。

## 作品列表

### 電影
| 年份 | 片名                            | 角色            | 附註                        |
| ---- | ------------------------------- | --------------- | --------------------------- |
| 1980 | 上帝也瘋狂                      | Xi              | [ 7 ]                       |
| 1989 | 上帝也瘋狂續集                  | Xixo            | [ 7 ]                       |
| 1990 | Oh Schucks...! Here Comes UNTAG |                 | 又名《Kwacca Strikes Back》 |
| 1991 | 非洲和尚                        | 非洲和尚        | [ 7 ]                       |
| 1993 | 香港也瘋狂                      | 卡那苏          | [ 7 ]                       |
| 1994 | 非洲超人                        | Nixau - Bushman | [ 7 ]                       |
| 2004 | Journey to Nyae Nyae            | 本人/歷蘇       | 最後一部電影                |

### 電視劇
- Sekai Ururun Taizaiki（1996）- 本人/歷蘇（日本電視劇）

## 外部連結
- 歷蘇在香港影庫上的簡介